# Ø (Disambiguation)
Ø (Disambiguation) is het zevende studioalbum van de Amerikaanse punkband Underoath. Het album werd op 9 november 2010 uitgebracht via Tooth and Nail Records  en piekte op 27 november in datzelfde jaar op een drieëntwintigste plaats in de Billboard 200.

## Nummers[2]
Alle teksten zijn geschreven door Spencer Chamberlain, alle muziek is geschreven door Underoath.
| 1.                 | In Division                  | 3:58 |
| 2.                 | Catch Myself Catching Myself | 3:29 |
| 3.                 | Paper Lung                   | 4:11 |
| 4.                 | Illuminator                  | 3:10 |
| 5.                 | Driftwood                    | 3:00 |
| 6.                 | A Divine Eradication         | 3:16 |
| 7.                 | Who Will Guard the Guardians | 3:52 |
| 8.                 | Reversal                     | 1:43 |
| 9.                 | Vacant Mouth                 | 3:53 |
| 10.                | My Deteriorating Incline     | 3:33 |
| 11.                | In Completion                | 4:20 |
| Totale duur: 38:42 |                              |      |

| 12.                | Paper Lung (machineA Remix)                           | 3:44 |
| 13.                | In Division (The Toxic Avenger Remix)                 | 3:31 |
| 14.                | Catch Myself Catching Myself (Innerpartysystem Remix) | 4:26 |
| Totale duur: 49:43 |                                                       |      |